# Johann von Kiesling auf Kieslingstein

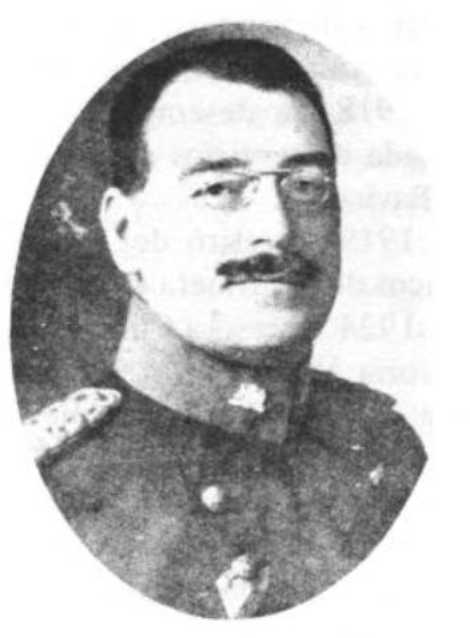
Hans von Kiesling in Uniform

Johann Gottfried Edler von Kiesling auf Kieslingstein (* 18. Juni 1873 in München; † 18. August 1948 in Santiago, Chile) war ein bayerischer Oberstleutnant und chilenischer Brigadegeneral.

## Leben

### Herkunft
Das Adelsgeschlecht entstand durch die Nobilitierung der zwei Glashüttenbesitzerbrüder Wolfgang (1782–1833) und Kajetan Kiesling (1788–1852) als Edle von Kiesling auf Kieslingstein am 8. Juli 1810 in den erblichen bayerischen Adelstand. Johann war der zweitälteste Sohn des Apothekers Kajetan Edler von Kiesling auf Kieslingstein (* 1838) und dessen Ehefrau Ida, geborene Widemann (* 1849). Der spätere deutsche Generalleutnant Bruno von Kiesling auf Kieslingstein (1878–1957) war sein Cousin.

### Karriere
Kiesling wuchs in einem katholischen Elternhaus auf und trat nach seinem Abitur an einem Humanistischen Gymnasium 1892 als Dreijährig-Freiwilliger in das 1. Infanterie-Regiment „König“ der Bayerischen Armee ein. Nach dem Besuch der Kriegsschule in München avancierte er Anfang März 1894 zum Leutnant und war ab Ende November 1898 als Adjutant zum Bezirkskommando Rosenheim kommandiert. Er wurde mit „wohlwollenden, gerechten und freundlichen Entgegenkommen“ charakterisiert. Kiesling absolvierte ab Oktober desselben Jahres zur weiteren Ausbildung für drei Jahre die Kriegsakademie in München, die ihm die Qualifikation für den Generalstab und das Lehrfach (Taktik, Kriegsgeschichte) aussprach. Während dieser Zeit wurde er am 9. März 1902 zum Oberleutnant befördert und zum 1. Oktober 1903 zum Generalstab kommandiert.
Am 17. November 1904 hielt er einen Vortrag über die kürzliche Schlacht von Liaoyang im Russisch-Japanischen Krieg und am 7. April 1905 über den Fall von Port Arthur.
Nach einer weiteren Kommandierung zum Generalstab des I. Armee-Korps wurde Kiesling am 1. Oktober 1907 zunächst ohne Patent Hauptmann in der Zentralstelle des Generalstabes. Das Patent zu seinem Dienstgrad erhielt er am 26. Oktober 1907. 1908 versuchte er vergeblich eine Position in der Osmanischen Armee zu erhalten. Mit der Ernennung zum Kompaniechef im 15. Infanterie-Regiment „König Friedrich August von Sachsen“ trat er am 28. Oktober 1909 in den Truppendienst zurück. Am 24. April 1910 wurde Kiesling mit der gesetzlichen Pension und der Erlaubnis zum Tragen der Uniform des Generalstabes zur Disposition gestellt, um als erster bayerischer (zuvor waren nur Preußen als Instrukteur in Südamerika tätig) Instruktor in Argentinien zu arbeiten. Kurz vorher lernte er General Emil Körner, den Reformierer der Chilenischen Armee in Berlin kennen. Daraufhin trat Kiesling in diese Armee ein und wirkte 1911/14 als Oberstleutnant im Generalstab des Heeres. 1912 schickte er einen halbjährigen Puma zum Tierpark Hellabrunn. Im Auftrage der chilenischen Regierung besuchte er 1913 Bolivien.
Kiesling kehrte 1914 nach Bayern zurück und wurde als Major ohne Patent beim Stab des 11. Infanterie-Regiment „von der Tann“ angestellt. Das Patent erhielt er nach dem Beginn des Ersten Weltkriegs am 10. September desselben Jahres. Mit seinem Verband beteiligte er sich an den Kämpfen an der Westfront und erhielt für sein Wirken Mitte Dezember 1914 das Eiserne Kreuz I. Klasse. Nach Verwendungen als Führer des Ersatz- und des III. Bataillons im 6. Infanterie-Regiment „Kaiser Wilhelm, König von Preußen“ erfolgte 1915 seine Kommandierung zur deutschen Militärmissionen im Osmanischen Reich. Zunächst war Kiesling hier als Erster Generalstabsoffizier und im Jahr darauf als stellvertretender Chef des Stabes unter Generalfeldmarschall Colmar von der Goltz tätig. Zudem wirkte er als Oberquartiermeister der Osmanischen 6. Armee und war nach dem Tod von Goltz mit der Wahrnehmung der Geschäfte des Chefs der deutsch-persischen Militärmission beauftragt. 1917 erhielt er das Kommando über die Osmanische 54. Division an der Sinaifront, bevor er 1918 als Etappeninspekteur der Heeresgruppe Yıldırım überwiesen wurde.
In der Nachkriegszeit diente er zunächst als Grenzschutzkommandeur in Kempten und wurde 1919 mit dem Charakter als Oberstleutnant aus der Armee verabschiedet. Bis 1920 wurde er Geschäftsführer der Münchener Außenstelle des deutschen Auslandinstitutes und machte sich für seinen Antikommunismus und seine Russophobie einen Namen. Auch wurde er Mitglied der Bezirksgruppe Süd des Bund der Asienkämpfer.
Nach 1924 wirkte Kiesling als Sonderberichterstatter der Münchner Neuesten Nachrichten. Auch schrieb er für den nationalsozialistischen Völkischen Beobachter. Im selben Jahre wanderte er nach Chile aus, um an einem Siedlungsprojekt teilzunehmen, was alsbald scheiterte. Er trat daraufhin in die chilenische Armee ein und nahm Kontakt zu seinem alten Freund Wilhelm Faupel auf. Durch den Widerstand von französischen Diplomaten konnte er nur als inoffizieller Instruktor dienen. Nachdem sein ehemaliger Schüler Carlos Ibáñez del Campo in Chile an die Macht gekommen war, wurde Kiesling 1926 als offizieller Instruktor an der Kriegsakademie angestellt und konnte wichtige Waffengeschäfte zwischen der deutschen und chilenischen Regierung vereinbaren. Er galt neben Otto Zippelius als führender Militärspezialist in Chile. Nachdem Ibáñez während der Weltwirtschaftskrise zurückgetreten war, wurde von Kieslings Einfluss deutlich eingedämmt. Trotzdem wurde er 1933 zum Brigadegeneral befördert. 1937 nahm er seinen Abschied von der chilenischen Armee.
Er trat zum 1. Mai 1934 der NSDAP bei (Mitgliedsnummer 3.452.565).

### Familie
Kiesling hatte sich am 15. Juni 1896 in München mit Maria von Varennes-Mondasse (* 1876) verheiratet, mit der er einen Sohn und vier Töchter hatte. Nach der Scheidung 1910 heiratete er am 23. Mai desselben Jahres in Hamburg Hedwig Auracher (* 1876).

## Schriften
- Gefechtsbefehle. Eine befehlstechnische Übung. R. Eisenschmidt, 1907.
- Das Begegnunsgefecht. 1912.
- Damaskus. Altes und Neues aus Syrien. 1919.
- Rund um den Libanon. Friedliche Wanderungen während des Weltkrieges. 1920.
- Mit Feldmarschall von der Goltz Pascha in Mesopotamien und Persien. 1922.
- Der Staatsstreich in Chile. In: Münchner Neueste Nachrichten. 1924.
- Nordasien, Rußland, Südamerika. Deutsche Auswanderungsgebiete der Zukunft. 1924.
- Orientfahrten. Dieterichse Verlagsbuchhandlung, Leipzig 1925.
- Die Deutschen in Chile. In: Münchner Neueste Nachrichten. Juli 1925.
- Soldat in drei Weltteilen. 1935.